# Ґрабениці
Ґрабениці (пол. Grabienice) — село в Польщі, у гміні Жґув Конінського повіту Великопольського воєводства.
Населення — 491 особа (2011).
У 1975-1998 роках село належало до Конінського воєводства.

## Демографія
Демографічна структура станом на 31 березня 2011 року:
|          | Загалом | Допрацездатний вік | Працездатний вік | Постпрацездатний вік |
| -------- | ------- | ------------------ | ---------------- | -------------------- |
| Чоловіки | 247     | 61                 | 166              | 20                   |
| Жінки    | 244     | 52                 | 142              | 50                   |
| Разом    | 491     | 113                | 308              | 70                   |